# Makoto Kumada
Makoto Kumada (熊田 誠, Kumada Makoto, 17 janvier 1920 – 28 juin 2007) est un chimiste japonais. Il est d'abord professeur à l'université municipale d'Osaka puis à l'université de Kyoto jusqu'à sa retraite en 1983. En 1972, le groupe de Kumada met au point des réactions de couplage croisé catalysées par le nickel presque en même temps que le groupe de travail Corriu en France. Le couplage de Kumada porte à présent son nom.

## Référence
- (en) Kohei Tamao, « Obituary: Makoto Kumada (1920-2007) », Angewandte Chemie International Edition, vol. 46, no 40,‎ 2007, p. 7538–7539 (DOI 10.1002/anie.200704157)

## Source
- (en) Cet article est partiellement ou en totalité issu de l’article de Wikipédia en anglais intitulé « Makoto Kumada » (voir la liste des auteurs).